# 广州条蕨
广州条蕨（学名：Oleandra cantonensis），为条蕨科条蕨属下的一个植物种。